# Eugenio Fuentes
Eugenio Fuentes (Montehermoso 1958, -) es un escritor español.

## Obra
El personaje principal de algunas de sus novelas es el detective privado Ricardo Cupido. De su obra, destacan la minuciosidad de los retratos psicológicos de sus personajes, el control del tempo de la intriga criminal y la crítica de la realidad social, por lo que se ha convertido en un referente de la actual novela negra española, reconocido internacionalmente con traducciones de algunas de sus novelas a doce idiomas.
Desde el año 2003 publica sus novelas en Tusquets Editores. En el género de ensayo, su libro La hoguera de los inocentes (Tusquets, 2018) es un tratado sobre la resistencia de la literatura frente a las barbaries históricas a través del análisis de las ordalías, desde el Medievo a su actual persistencia bajo las máscaras de la modernidad.
Habitual colaborador en prensa (en los diarios ABC, El País y Hoy y en las revistas literarias Revista de Libros y Clarín).

### Novelas
- Las batallas de Breda (El Brocense, 1990, ISBN 9788486854249)
- Tantas mentiras (Premio de Novela Extremadura) (ERE, 1997, ISBN 9788476714171)
- Venas de nieve (Tusquets, 2005, ISBN 8483102994)
- Si mañana muero (Tusquets, 2013, ISBN 9788483834640)

#### Protagonizadas por Cupido
- El nacimiento de Cupido (Premio Internacional de Novela Ciudad de San Fernando Luis Berenguer 1993) (Muñoz Moya y Montraveta, 1993, ISBN 8480100265; Tusquets, 2004, ISBN 978-84-8010-026-7)
- El interior del bosque (IX premio Alba/Prensa Canaria) (Alba, 2001, ISBN 848428008X; Tusquets, 2008, ISBN 9788483830789)
- La sangre de los ángeles (Alba, 2001, ISBN 848428106X)
- Las manos del pianista (Tusquets, 2003, ISBN 8483102331)
- Cuerpo a cuerpo (Tusquets, 2007, ISBN 9788483103890)
- Contrarreloj (Tusquets, 2009, ISBN 9788483831373)
- Mistralia (Tusquet, 2015, ISBN 9788490660072)
- Piedras negras (Tusquets, 2019, ISBN 9788490666296)
- Perros mirando al cielo (Tusquets, 2022, ISBN 9788411070584)

### Ensayos
- La mitad de occidente (ERE, 2003, ISBN 9788476717332)
- Tierras de fuentes (ERE, 2010, ISBN 9788498522624)
- Literatura del dolor, poética de la bondad (ERE, 2013, ISBN 9788498523560)
- La hoguera de los inocentes (Tusquets, 2018, ISBN 9788490664810)
- Rutas. Dones. Heridas (ERE, 2020, ISBN 978-8498526264)
- Los bajos fondos del corazón: Las emociones en la novela negra (Tusquets,2024, ISBN 978-8411073851)

### Historias cortas
- Vías muertas (ERE, 1997, ISBN 978-8476614044).

## Reconocimientos
Ha recibido los premios nacionales de periodismo "Julio Camba",  "Manuel Azaña" (2007), "Carmen de Burgos" o "Mercedes Calle".